# Кар'єра Никодима Дизми (телесеріал, 1980)
«Кар'єра Никодима Дизми» (пол. Kariera Nikodema Dyzmy) — польський семисерійний серіал, що демонструвався на Польському телебаченні з 6 квітня до 18 травня 1980 року. Сценарій серіалу, заснований на однойменному романі Тадея Доленги-Мостовича 1932 року. Головну роль у серіалі відтворював польський актор Роман Вільгельмі. Перша екранізація роману «Кар'єра Никодима Дизми» була реалізована в 1956 році.

## Сюжет
У серіалі розповідається про карколомну кар’єру безробітного поштового службовця Никодима Дизми, який випадково знайшов на вулиці запрошення на прийом політиків і завдяки щасливому збі́гові обставин, завойовує варшавські салони і досягає найвищих почестей у країні. Фільм розповідає як механізми влади дають можливість неукам та шахраям зайняти високооплачувані місця праці. Дія відбувається у двадцяті роки двадцятого століття під час Другої Польської Республіки, головним чином у Варшаві.

## Ролі виконують
- Роман Вільгельмі — Никодим Дизма
- Гражина Барщевська[pl] — Ніна Куницька (з дому — Понимірська)
- Леонард Петрашак — полковник Вацлав Вареда
- Богуш Білевський[pl] — Ян Уляницький, віцеміністр с/г
- Войцех Покора — Жорж Понимірський
- Єжи Боньчак — Зигмунт Крепицький, секретар Дизми
- Броніслав Павлик — Леон Куницький (Леон Куник)
- Галина Голянко — Манька Барцик, повія
- Ева Шикульська — графиня Ляля Конецьпольська
- Ізабела Трояновська — Кася Куницька, дочка Куника
- Вітольд Пиркош — Амброзяк, акордеоніст

## Навколо фільму
- Фільмування відбувалося в Лодзі (ал. 1 Maja, вул. Moniuszki, вул. Piotrkowska), Заборові (тоді «Будинок журналіста»), Варшаві (кут алей Уяздовських та вул Вільчої, аеропорт у Бемово, іподром Служевець).
- У серіалі використані довоєнні пісні: Dulcynea [Архівовано 23 травня 2022 у Wayback Machine.] (виконує Богдан Лазука[pl]) та Chodz na Pragi [Архівовано 23 травня 2022 у Wayback Machine.].